# Nice girls don't get the corner office
Nice girls don't get the corner office: Adviezen om te groeien in je werk is de Nederlandstalige titel van het boek Nice Girls Don't Get The Corner Office. Unconscious Mistakes Women Make that Sabotage Their Careers van Lois P. Frankel uit 2004. Het boek geeft door middel van thema's en vragenlijsten adviezen aan vrouwen over hoe ze zich zouden moeten gedragen op de werkvloer en hoe ze verder komen in hun carrière.

## Titel
Het boek geeft 133 tips aan werkende vrouwen om verder te komen in hun carrière. Daarom gebruikt de titel de term corner office; in het Engelse taalgebied verwijst dit naar het grootste kantoor dat veelal aan de CEO toegewezen wordt.

## Nederlandstalige versie
Het boek verscheen in 2005 voor het eerst in het Nederlands bij uitgeverij Arena en droeg op dat moment de titel Opzij! Opzij! Opzij!. In latere drukken is de titel aangepast naar eerdergenoemde titel. Er waren in 2019 reeds twaalf drukken verschenen in het Nederlands, vertaald door Paulien Cornelisse en Jeannet Dekker, met illustraties van NRC-illustrator Nanne Meulendijks.

## Inhoud
Het boek pretendeert vrouwen aan te leren zich niet langer als kleine meisjes te gedragen op de werkvloer. Frankel meent dat een groot gedeelte van het dagelijkse gedrag dat vrouwen aangeleerd krijgen, niet bevorderlijk werkt op de werkvloer, omdat het gedrag is dat zij typeert als dat van een lief meisje. Hierbij doelt ze op gedrag dat vooral gericht is op vriendelijkheid en ver weg blijft van assertiviteit, gedrag dat volgens Frankel normaal beloond wordt door de samenleving - wat gewenst is in vrouwen - maar in een kantooromgeving niet werkt.
Om te peilen waar vrouwen staan in hun ontwikkeling voor passend gedrag op de werkvloer, start het boek met een vragenlijst. De vragen sluiten stuk voor stuk aan op de hoofdstukindeling, waarna de lezer ervoor kan kiezen te focussen op de hoofdstukken waarop het slechtst gescoord is. Elk hoofdstuk bevat rond de twintig fouten die vrouwen maken in hun gedrag op de werkvloer en tips om dit gedrag te verbeteren, gecentreerd rond een bepaald thema. De thema's zijn:
- Hoe je het spel speelt (over kantoorpolitiek);
- Hoe je je gedraagt;
- Hoe je denkt;
- Hoe je jezelf op de markt brengt;
- Hoe je klinkt;
- Hoe je eruit ziet;
- Hoe je reageert.

De fouten variëren van Klootzakken beschermen tot Je baas als vaderfiguur zien en Je leesbril om je nek dragen.

## Ontvangst
Sommige van de fouten - en dan vooral de fouten met betrekking op uiterlijk - werden bestempeld als subjectief. Zo stelt Frankel: Ik vind tatoeages niet passen bij een professionele uitstraling en wil geen personeel dat dat niet begrijpt. Dit is haar in reviews op kritiek komen te staan. Zo stelde Jessica Sikkenga in een recensie:
Zelf vroeg ik mij ook af of dit boek nou het verschil gaat maken voor vrouwen die hun dromen waar willen maken. Vooral hoofdstuk 7, waarin Frankel ingaat op het uiterlijk, deed mij enigszins fronsen. Ik kan mij bijvoorbeeld niet voorstellen dat het opdoen van make-up mijn carrière verder gaat helpen. Sterker nog, het stuitte me nogal tegen de borst. Van mannen wordt ook niet verwacht dat ze hun gezicht gaan poederen, laat staan dat het hun carrière verder gaat helpen. Waarom zou deze standaard wel voor vrouwen gelden?
Een bespreking van het boek door het bedrijf Trickle raadde aan de suffe tips - zoals dat lezeressen hun haar zouden moeten afknippen naarmate ze ouder worden - te negeren maar raadde de rest van het boek wel aan.
Ook de Nederlandse topvrouwen Conny Braams, Marjan van Loon, Hajir Hajji, Judith Kamalski en Joke Brandt waren kritisch op het boek: volgens hen waren de tips niet erg nuttig.

## Populariteit
Ondanks de kritiek was het boek vooral tussen 2018 en 2021 erg populair. Het stond op dat moment op De Bestseller 60 van Stichting Collectieve Propaganda van het Nederlandse Boek, waar het als toppositie de twintigste plaats bereikte. In totaal stond het boek 38 weken op de lijst.

### Bestseller 60
| Boeken met noteringen in de Nederlandse Bestseller 60 | Jaar van verschijnen | Datum van binnenkomst | Hoogste positie | Aantal weken | Opmerkingen |
| ----------------------------------------------------- | -------------------- | --------------------- | --------------- | ------------ | ----------- |
| Nice girls don't get the corner office                | 2018                 | 29-08-2018            | 20              | 38           |             |

## Verfilming
Het boek is in 2007 verfilmd als tv-film door regisseur Gail Mancuso met onder andere acteurs Jayma Mays, Matthew Morrison en Kathryn Hahn.